# Héctor Pulido
Héctor Pulido Rodríguez (ur. 15 grudnia 1942 w Numarán, zm. 18 lutego 2022) – meksykański piłkarz występujący na pozycji środkowego pomocnika, w późniejszym czasie trener.

## Kariera klubowa
Pulido pochodzi z miasta Numarán, w stanie Michoacán i zamiłowanie do piłki nożnej odziedziczył po swoim bracie, Nemesio. Początkowo treningi w lokalnej drużynie CF La Piedad łączył z pracą jako pomocnik w zakładzie krawieckim, a w późniejszym czasie jego talent odkrył Jorge Marik, węgierski szkoleniowiec prowadzący drugoligowy zespół Cruz Azul z siedzibą w mieście Jasso i niebawem ściągnął go do swojego klubu. Tam od razu wywalczył sobie niepodważalne miejsce w wyjściowej jedenastce i został mianowany kapitanem ekipy, już w pierwszym sezonie, 1963/1964, po raz pierwszy w historii klubu awansując z nią do najwyższej klasy rozgrywkowej. W meksykańskiej Primera División zadebiutował w premierowym meczu Cruz Azul w pierwszej lidze meksykańskiej, 6 czerwca 1964 w przegranym 1:4 spotkaniu z Monterrey. W ciągu kolejnych kilkunastu lat był kluczowym zawodnikiem linii pomocy i kapitanem prowadzonej przez trenera Raúla Cárdenasa drużyny Cruz Azul, uważanej za najlepszą w dziejach klubu i odnoszącą liczne sukcesy zarówno na arenie krajowej, jak i międzynarodowej.
W sezonie 1968/1969 Pulido wywalczył z Cruz Azul pierwszy zarówno w swojej karierze, jak i w historii klubu tytuł mistrza Meksyku, a także triumfował w rozgrywkach krajowego pucharu – Copa México, zdobył superpuchar kraju – Campeón de Campeones, jak również wygrał najbardziej prestiżowe rozgrywki północnoamerykańskiego kontynentu – Puchar Mistrzów CONCACAF. Podczas sezonu 1969/1970 zanotował natomiast wicemistrzostwo kraju oraz drugi raz triumfował w północnoamerykańskim Pucharze Mistrzów. W krótkich, półrocznych rozgrywkach México '70 zdobył swoje drugie mistrzostwo Meksyku, a w 1971 roku trzeci raz z rzędu wygrał Puchar Mistrzów CONCACAF. W sezonie 1971/1972 po raz kolejny został mistrzem kraju, a w tym samym roku zajął również drugie miejsce zarówno w superpucharze, jak i w rozgrywkach Copa Interamericana. Podczas sezonu 1972/1973 wywalczył kolejne mistrzostwo Meksyku, zaś podczas rozgrywek 1973/1974 po raz trzeci z rzędu, a piąty ogółem, zdobył tytuł mistrza kraju. Wówczas także doszedł do finału krajowego pucharu i drugi raz w swojej karierze triumfował w superpucharze Meksyku.
Ogółem w barwach Cruz Azul Pulido spędził czternaście lat i przez niemal cały ten czas pełnił rolę podstawowego zawodnika drużyny, która w międzyczasie przeniosła swoją siedzibę do stołecznego miasta Meksyk, a miejsce w pierwszym składzie tracąc dopiero w ostatnim sezonie pobytu w zespole. Jest uznawany za jedną z największych legend w historii klubu i najlepszego środkowego pomocnika w jego historii. W 1977 roku odszedł do niżej notowanego zespołu Club Jalisco z siedzibą w Guadalajarze, gdzie występował jako podstawowy zawodnik przez kolejne dwa lata, z krótką przerwą na wypożyczenie do amerykańskiego Los Angeles Aztecs, grającego w North American Soccer League. Profesjonalną karierę piłkarską zakończył w wieku 37 lat. Był opisywany jako waleczny środkowy pomocnik, dysponujący świetnym uderzeniem z dystansu i obdarzony niesamowitą wydolnością, dzięki której zyskał sobie przydomek "Siete Pulmones" ("Siedem Płuc").

## Kariera reprezentacyjna
W 1967 roku Pulido znalazł się w składzie olimpijskiej reprezentacji Meksyku na igrzyska Panamerykańskie w Winnipeg, gdzie jego drużyna wywalczyła złoty medal i triumfowała w męskim turnieju piłkarskim. W 1968 roku został powołany przez szkoleniowca Ignacio Trellesa na igrzyska olimpijskie w Meksyku. Tam pełnił rolę kluczowego punktu swojej kadry narodowej i rozegrał w niej pięć z sześciu spotkań, trzykrotnie wpisując się na listę strzelców; dwa razy w spotkaniu fazy grupowej z Gwineą (4:0) i raz w półfinale z Bułgarią (2:3). Jego reprezentacja, będąca wówczas gospodarzem turnieju, zdołała dotrzeć aż do półfinału, lecz następnie przegrała w meczu o trzecie miejsce, nie zdobywając żadnego medalu. On sam był natomiast określany jako jeden z najbardziej wyróżniających się członków swojej drużyny podczas igrzysk, wraz z Vicente Peredą zostając najlepszym strzelcem swojej drużyny.
W pierwszej reprezentacji Meksyku Pulido zadebiutował za kadencji selekcjonera Trellesa, 8 stycznia 1967 w przegranym 0:2 meczu towarzyskim ze Szwajcarią. W tym samym roku znalazł się w składzie na mistrzostwa CONCACAF, podczas których rozegrał cztery z pięciu możliwych meczów, zajmując ze swoją drużyną drugie miejsce w turnieju. Premierowego gola w kadrze narodowej strzelił 27 sierpnia 1968 w wygranym 3:1 sparingu z Chile, natomiast w 1970 roku został powołany przez trenera Raúla Cárdenasa na mistrzostwa świata w Meksyku. Tam był podstawowym zawodnikiem swojego zespołu, rozgrywając trzy spotkania; w fazie grupowej z ZSRR (0:0) i Belgią (1:0), a także w ćwierćfinale z Włochami (1:4). Meksykanie, pełniący wówczas rolę gospodarzy, po raz pierwszy w historii na mistrzostwach świata zdołali wyjść z grupy, w której zajęli drugie miejsce, lecz odpadli z mundialu zaraz potem, w ćwierćfinale. W późniejszym czasie występował jeszcze w eliminacjach do mistrzostw świata 1974, podczas których pojawiał się na boiskach siedmiokrotnie, strzelając gola w konfrontacji z Curaçao (8:0), jednak meksykańska reprezentacja kosztem Haiti nie zakwalifikowała się ostatecznie na tamten mundial. Ogółem swój bilans reprezentacyjny zamknął na 43 rozegranych spotkaniach, w których zdobył sześć bramek.

## Kariera trenerska
Po zakończeniu kariery piłkarskiej Pulido rozpoczął pracę jako szkoleniowiec, w 1986 roku zastępując swojego byłego kolegę boiskowego Alberto Quintano na stanowisku trenera swojego macierzystego klubu Cruz Azul. Już w premierowym sezonie, 1986/1987, wywalczył wraz ze swoją drużyną tytuł wicemistrza Meksyku, mając za podopiecznych wielu ówczesnych bądź przyszłych reprezentantów kraju, takich jak Pablo Larios, Marcelino Bernal czy Agustín Manzo. Podczas kolejnych rozgrywek, 1987/1988, dotarł natomiast z Cruz Azul do finału krajowego pucharu – Copa México, jednak jego podopieczni słabiej spisywali się w lidze, nie potrafiąc awansować do fazy play-off, co poskutkowało odejściem trenera z posady. W listopadzie 1988 objął ekipę Correcaminos UAT z siedzibą w mieście Ciudad Victoria, lecz mimo średnio udanego początku z biegiem czasu jego zespół zaczął notować bardzo słabe wyniki; został zwolniony po upływie roku, kiedy to w ostatnich osiemnastu ligowych spotkaniach zdołał odnieść zaledwie jedno zwycięstwo. Niedługo potem powrócił do Cruz Azul, gdzie przez wiele lat pełnił funkcję koordynatora akademii juniorskiej klubu.